# Luis de la Escosura y Morrogh
Luis de la Escosura y Morrogh (Madrid, 15 de setembre de 1829 – Madrid, 6 de juny de 1904) va ser un enginyer de mines, químic i historiador espanyol, germà de l'escriptor del Romanticisme Patricio de la Escosura Morrogh i del periodista Narciso de la Escosura Morrogh.

## Biografia
Fill de l'historiador i acadèmic Jerónimo de la Escosura y López de Porto i d'Ana Morrogh Wolcott, va ser Inspector general del Cos d'Enginyers de Mines, Director de l'Escola Especial del mateix Cos i Professor en ella de Química Analítica i de Docimàsia, President de la Junta Superior Consultiva Facultativa de Mineria, Senador del regne i autor d'obres científiques i de treballs químics especials. Va ser escollit l'11 de febrer de 1867 membre de la Reial Acadèmia de Ciències Exactes, Físiques i Naturals de Madrid amb un discurs sobre "Límites del análisis químico" i en va prendre possessió el 4 de juliol de 1869. Va ser redactor de la Revista Minera creada en 1850 i de llarga trajectòria.
Expert en enginyeria hidràulica, va construir diverses fonts a Toledo i Ciudad Real, i, examinant els papers manuscrits de l'enginyer italià Juanelo Turriano i comparant-los amb els tractats italians de l'època i diverses fonts literàries del Segle d'Or (Cervantes, José de Valdivielso, Lope de Vega, Luis Quiñones de Benavente, Francisco de Quevedo), va aconseguir aclarir la descripció que va donar Morales de l'anomenat artifici de Juanelo o mecanisme hidràulic que servia per aixecar l'aigua del Tajo fins a la ciutat de Toledo.
Casat amb Plácida Tablares va tenir a la seva filla Mariana de la Escosura Tablares (morta a Madrid el 18 de setembre de 1930) qui va casar amb Tomás de Briones y Estrecho, Comandant d'Infanteria de Marina i van tenir 3 fills: Francisco (sense descendència), Félix (sense descendència) i Plàcida Briones de la Escosura que al seu torn va casar amb Manuel Llord i O'Lawlor i van tenir 3 fills: Manuel Llord de Briones (mort l'1 de febrer de 1991), Ana María Llord de Briones i Carlos Llord de Briones (mort al desembre de 2011). Manuel Llord de Briones es va casar amb Mª Dolores Martínez Orellana amb qui va tenir 3 fills nascuts a Madrid: Manuel Llord-O'Lawlor Martínez, Mª Dolores Llord Martínez i Ángel Félix Llord Martínez.

## Obres
- Historia del tratamiento metalúrgico del azogue en España, Madrid, Imprenta y Fundición de M. Tello, 1878.
- "El artificio de Juanelo y el puente de Julio César", Memorias de la Real Academia de Ciencias Exactas, físicas y Naturales de Madrid (tomo XIII, parte 2.ª, 1888, 113 pp.
- Introducción al Estudio de la Química Analítica Cualitativa, Madrid: Sucesores de Rivadeneyra, 1894.

## Distincions honorífiques
- Cavaller Gran Creu de l'Orde Civil de Maria Victòria (Regne d'Espanya, 03/01/1873).[3][4]